# Gandersheimer Domfestspiele

Gandersheimer Domfestspiele 2011

Gandersheimer Domfestspiele 2011

Die Gandersheimer Domfestspiele finden alljährlich von Mitte Juni bis Mitte August im südniedersächsischen Heilbad Bad Gandersheim statt. Das größte Freilichttheater Niedersachsens gehört zu den traditionsreichsten Festspielen Deutschlands. Über 55.000 Zuschauer besuchen alljährlich die Festspiele.

## Geschichte
Die Domfestspiele begründen sich aus den Feierlichkeiten zum 1100-jährigen Gründungsjubiläum des Stiftes Gandersheim. Im Jahre 1952 wurde im Rahmen einer großen Festwoche das historische Freilichtspiel "Das Lied von Gandersheim" von Herta Sellschopp auf dem Gandersheimer Marktplatz von Eberhard Gieseler inszeniert.
Im Sommer 1959 fanden unter der Rechtsträgerschaft des "Kulturwerks Bundesweihestätte Greene e. V." in Zusammenarbeit mit der Stadt Bad Gandersheim die ersten Domfestspiele in der heutigen Form vor der romanischen Stiftskirche statt.
Eberhard Gieseler inszenierte als erster Intendant Hugo von Hofmannsthals Jedermann. 1961 gingen die Gandersheimer Domfestspiele in die Rechtsträgerschaft der Stadt Bad Gandersheim über. Gieseler führte die Domfestspiele bis zum Jahr 1964.
Im ersten Jahrzehnt standen die deutschen Klassiker im Mittelpunkt, im zweiten Jahrzehnt kamen Komödien dazu. Der Mann von La Mancha war 1978 und 1979 das erste Musical, das vor dem Dom gespielt wurde. 1978 und 1979 wurde das Drama "Pafnutius – Die Bekehrung der Buhlerin Thais" – verfasst vor mehr als 1000 Jahren durch die Gandersheimer Stiftsdame Hrotsvit, inszeniert. Der Räuber Hotzenplotz nach dem Buch von Otfried Preußler war 1982 das erste Kinderstück im Programm der Domfestspiele.
Von 1991 bis 2003 war Georg Immelmann Intendant der Gandersheimer Domfestspiele. Während seiner Amtszeit führte er auch ab 2000 die Musical Academy bad gandersheim als Fortbildungsmaßnahme für Musicaldarsteller und veranstaltete von 1998 bis 2002 zusätzlich die Domfestspiele im Winter im Kulturzentrum Brunshausen.
Seit 2004 war Johannes Klaus Intendant. In seiner Amtszeit wurde das Repertoire in Richtung Oper (Die Zauberflöte, 2004) und Operette (Die Fledermaus, 2006) erweitert. In seiner dritten Spielzeit 2006 wurden zum ersten Mal vier Eigenproduktionen vor der Stiftskirche präsentiert: Das Dschungelbuch, Der Besuch der alten Dame, The Rocky Horror Show und Die Fledermaus. Diese Produktionen wurden von rund 55.000 Zuschauern besucht; die Auslastung lag damit bei über 90 %.
2007 wurden wieder vier Eigenproduktionen präsentiert: Orpheus in der Unterwelt, Petticoat und Minirock, Michel aus Lönneberga und Der zerbrochne Krug (mit Dietmar Bär als Dorfrichter Adam).
Um die Gandersheimer Domfestspiele zu begleiten und zu unterstützen, wurde 2005 der Förderverein Gandersheimer Domfestspiele e. V. ins Leben gerufen.
Wegen der angespannten finanziellen Lage der Stadt wurden die Domfestspiele zur langfristigen Absicherung 2011 in eine gemeinnützige GmbH umgewandelt, in die „Gandersheimer Domfestspiele gGmbH“.
2012 wurde Christian Doll Intendant der Festspiele, sein Nachfolger ist seit 2017 Achim Lenz.
Im Jahre 2020 mussten die Gandersheimer Domfestspiele erstmals in ihrer Geschichte ausfallen und aufgrund der seit 2020 andauernden COVID-19-Pandemie abgesagt werden. Der Ausfall einer ganzen Spielzeit stellte eine massive Bedrohung für die weitere Existenz der Domfestspiele dar. Ein Weiterbetrieb war nur aufgrund zahlreicher Spenden und der Unterstützung durch Sponsoren möglich.

## Prominente Darsteller
1959 spielten Gustav Fröhlich und Hilde Körber in „Jedermann“. Theo Lingen, Ernst H. Hilbich, René Kollo und Ralf Wolter waren in Gandersheim in vielen Spielzeiten zu Gast. Auch in den vergangenen Jahren spielten bekannte Schauspieler von Bühne und Fernsehen wie Anja Kruse, Erwin Kohlund, Ann-Katrin Lange, Harald Dietl, Friedhelm Ptok, Wolf Ackva, Jenny Gröllmann, Aljoscha Sebald, Karl John, Diana Körner, Johanna Liebeneiner, Günter Mack, Gunnar Möller, Christian Quadflieg, Will Quadflieg, Anne Rieckhof, Heinrich Schweiger, Ellen Schwiers, Veit Stübner, Hubert Suschka, Hans Teuscher, Thekla Carola Wied, Claus Wilcke, Klaus Zmorek, Ingeborg Wolff und Jürgen Uter. Dorothee Hartinger, 1998 als Schauspielanfängerin bei den Festspielen, wurde anschließend von Peter Stein für sein Faust-Projekt als „Gretchen“ engagiert. 2007 spielten die beiden Fernsehschauspieler Dietmar Bär und Stephan Ullrich in Kleists Lustspiel Der zerbrochne Krug mit, das aufgrund des großen Erfolgs im Jahr 2008 wiederholt wurde.

## Roswitha-Ring
Die Stadt Bad Gandersheim stiftet zum Gedenken an die Dichterin Roswitha von Gandersheim seit 1975 den Roswitha-Ring an eine Darstellerin aus dem Ensemble der Gandersheimer Domfestspiele als Publikumspreis. Der Ring ist eine Auszeichnung für herausragende darstellerische Leistungen der jeweiligen Festspielsaison. Zu Beginn wurde der Preis durch eine Jury vergeben; seit 1998 ist die Auszeichnung ein Publikumspreis durch Stimmzettelabgabe der Festspielbesucher. Bisherige Preisträgerinnen sind:
- 1975 – Barbara Schneider-Manzell
- 1976 – Grete Wurm
- 1977 – Tatjana Iwanow
- 1978 – Ehmi Bessel
- 1979 – Irmgart Benesch
- 1980 – Martha Mödl
- 1981 – Ingeborg Schöner
- 1982 – Suzanne Geyer
- 1983 – Maria Kayssler
- 1984 – Margrit Winter
- 1985 – Christiane Hammacher
- 1986 – Milia Fögen
- 1987 – Lin Lougear
- 1988 – Birgit Thomas
- 1989 – Kristin Zein
- 1990 – Anette Krämer
- 1991 – Beata Lehmann
- 1992 – Jona Mihay
- 1993 – Maria Majewski
- 1994 – Nicole Seeger
- 1995 – Mary Harper
- 1996 – Gaby Blum
- 1997 – Michaela Klarwein
- 1998 – Isabelle Rechsteiner
- 1999 – Susanne Burkhard
- 2000 – Alexandra Helmig
- 2001 – Viola Neumann
- 2002 – Dorothea Breil
- 2003 – Michaela Allendorf
- 2004 – Katalyn Bohn
- 2005 – Carmen Heibrock
- 2006 – Christin Zacher
- 2007 – Rahel Ohm
- 2008 – Angelika Bartsch
- 2009 – Silke Dubilier
- 2010 – Marianne Curn
- 2011 – Schirin Kazemi
- 2012 – Navina Heyne
- 2013 – Petra Welteroth
- 2014 – Franziska Schuster
- 2015 – Julia Friede
- 2016 – Franziska Becker
- 2017 – Kristin Scheinhütte
- 2018 – Florentine Kühne
- 2019 – Sylvia Heckendorn
- 2020 – Ausfall der Domfestspiele wegen der COVID-19-Pandemie
- 2021 – Felicitas Heyerick
- 2022 – Miriam Schwan
- 2023 – Miriam Schwan
- 2024 – Nadine Kühn

## Besuche amtierender Bundespräsidenten
Seit 1973 standen fast ausnahmslos die Jubiläumsjahre der Festspiele unter der Schirmherrschaft der amtierenden Bundespräsidenten. 1973 war es Gustav Heinemann, der zum Roswitha-Jahr die XV. Gandersheimer Domfestspiele besuchte und damals den Literaturpreis der Stadt Bad Gandersheim, die Roswitha-Gedenkmedaille, ins Leben rief, die seitdem in jedem Jahr an eine herausragende deutschsprachige Dichterin verliehen wird.
Für die XX. Domfestspiele im Jahre 1978 hatte Bundespräsident Walter Scheel die Schirmherrschaft übernommen und im Jahre 1983 hat Bundespräsident Karl Carstens die XXV. Festspiele anlässlich seines Besuches eröffnet. 1988 weilte Bundespräsident Richard von Weizsäcker zur Premiere der XXX. Domfestspiele. 1993 hatte die Präsidentin des Deutschen Bundestages, Rita Süssmuth, die Schirmherrschaft übernommen. Die Festspiel im Jahre 1998 wurden durch Bundespräsident Roman Herzog eröffnet. Für die 45. Festspiele übernahm Bundespräsident Johannes Rau die Schirmherrschaft und war am Premierentag zu Gast.
In der Saison 2012 war der niedersächsische Ministerpräsident David McAllister Schirmherr der Gandersheimer Domfestspiele. In den Jahren 2013 und 2014 hat der niedersächsische Ministerpräsident Stephan Weil die Schirmherrschaft übernommen.